# Scatola di derivazione

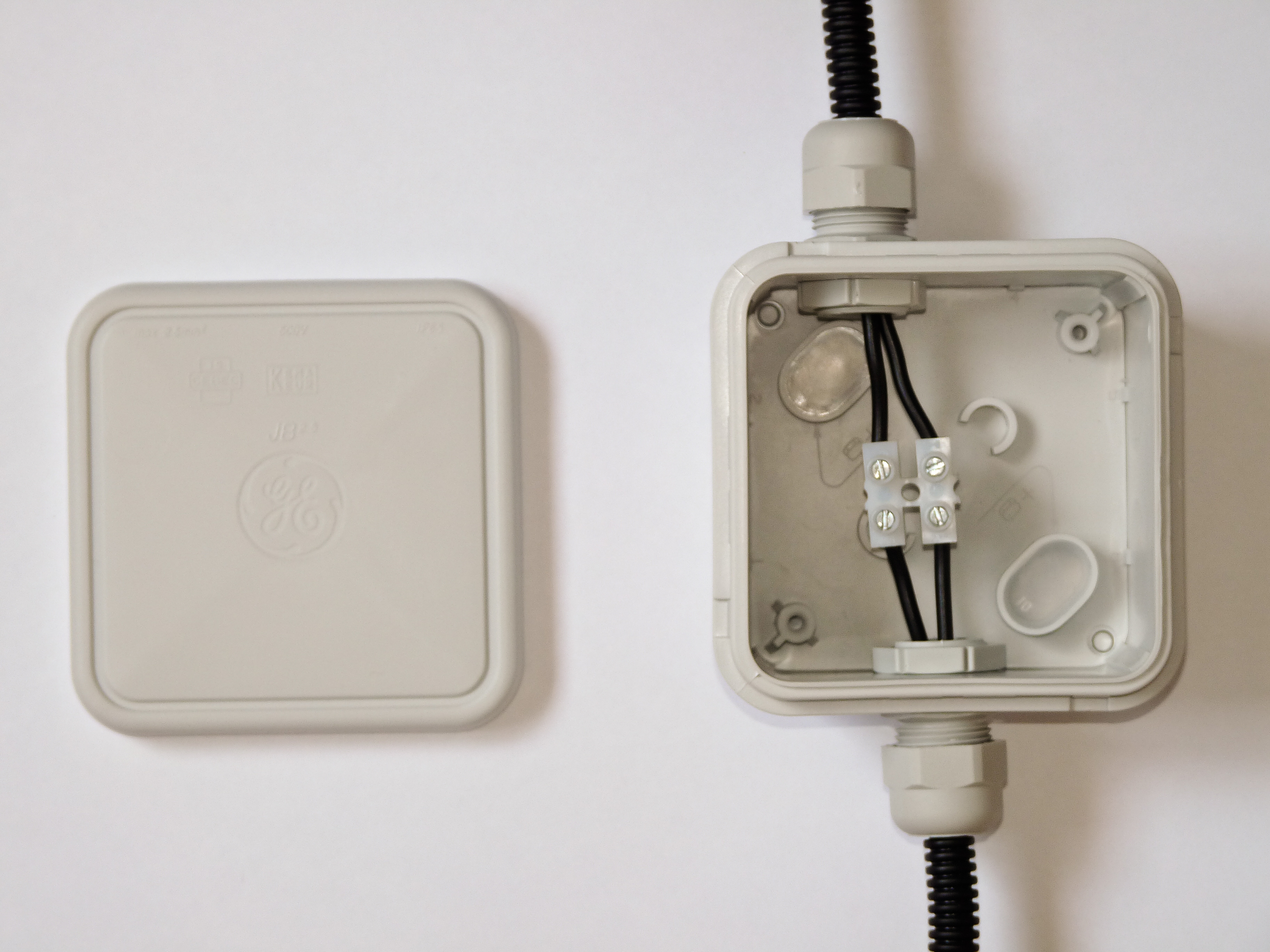
Scatola di giunzione con conduttori collegati a morsettiere.

Una scatola di derivazione o scatola di giunzione è una scatola, parte di un impianto elettrico, che contiene contiene cavi elettrici ed altri elementi di una linea elettrica provenienti dal quadro elettrico. Ha funzione protettiva e permette di centralizzare i cablaggi diretti ai vari dispositivi elettrici disposti nelle zone limitrofe.
È realizzata in vari materiali (generalmente di plastica) se in metallo, devono essere oggetto di messa a terra per evitare il rischio di folgorazione in caso di guasto. I collegamenti si effettuano con connettori elettrici o morsettiere. I fili che entrano nella scatola possono trovarsi in cavi o in tubi, e vengono collegati alla scatola tramite connettori elettrici.